# Verwaltungsstruktur des Fürstentums Braunschweig-Wolfenbüttel
Die Verwaltungsstruktur des Fürstentums Braunschweig-Wolfenbüttel gliederte sich im Jahr 1793 in 118 Ämter. Davon waren 11 Städtische Gerichtsämter, 32 Haupt-Ämter, 19 Klostergerichte, 8 Fürstliche Gerichte, 22 adlige Gerichte mit Obergerichtsbarkeit, 21 adlige Gerichte ohne Obergerichtsbarkeit, 4 Glebasten-Gerichte ohne Obergerichtsbarkeit, und 1 adliges Komturei-Gericht. Alle diese Gebiete hatten die Zuständigkeiten eines Amts und Sitz und Stimme in der Braunschweigischen Ständeversammlung, obwohl sie von sehr unterschiedlicher Größe, Rechtsform und Bedeutung waren.

## Systematik
In unten stehender Systematik wird das Jahr 1793 als Stichjahr genommen, weil hier für alle Ämter statistische Angaben vorliegen. Die Verwaltungsgeschichte des Fürstentums und der meisten Länder verlief aber seit dem Hildesheimer Rezess von 1643 und der Rückeroberung der lange unabhängigen Stadt Braunschweig 1671 relativ kontinuierlich und unverändert. 1753/54 wurde die fürstliche Residenz wieder von Wolfenbüttel in das neu erbaute Schloss Braunschweig zurückverlegt.
Viele der 48 adligen Gerichte mit ihren althergebrachten Rechten umfassten oft nur ein oder zwei Dörfer. Die Klosterämter umfassten manchmal gar keine Dörfer, hatten aber trotzdem einen Sitz in der Landesversammlung. Sie beschäftigten aber Einwohner aus anderen Ämtern und zahlten Abgaben. Die Siedlungen im Fürstentum Braunschweig-Wolfenbüttel (ohne Fürstentum Blankenburg und Kommunion Unterharz) umfassten zusammen 11 amtsfreie Städte, 12 Flecken und 434 Dörfer und Weiler.
Die Ämter waren in zwei Hauptgebiete (nördliche und südliche Ämter) und diese in je zwei Hauptbezirke eingeteilt. Zusätzlich gab es das exterritorial weit nördlich bei Bremen liegende kleine Amt Thedinghausen. Das Amt Thedinghausen gehörte seit 1679 zum Fürstentum Braunschweig-Wolfenbüttel. Seine Zugehörigkeit zum Landkreis Braunschweig endete erst 1972.
Seit 1731 war auch das Fürstentum Blankenburg im Südostharz dauerhaft mit Braunschweig-Wolfenbüttel in Personalunion verbunden, blieb jedoch bis 1805 selbständiger Reichsstand. Es wird darum hier nicht behandelt. Eine staatsrechtliche Besonderheit war ferner der Bezirk Kommunion Unterharz, der im 18. Jahrhundert gemeinsam mit dem Kurfürstentum Hannover verwaltet wurde.
Zu den nördlichen Ämtern zählten der Wolfenbüttelsche Bezirk um die Haupt- und Residenzstadt, sowie der etwas weniger bedeutsame Elmbezirk (auch nach dem Hauptort Schöningenscher Bezirk) um Helmstedt mit dem isoliert im heutigen Sachsen-Anhalt als Exklave liegenden Amt Calvörde. Die räumlich vom nördlichen Landesteil separat liegenden südlichen Ämter wurden vom Harzbezirk und dem Weserbezirk in einem schmalen Landgürtel zwischen dem  Kurfürstentum Hannover und dem Hochstift Hildesheim gebildet.
Bei der unten stehenden Systematik werden die Ämter zunächst nach der Art der Ämterherrschaft geschieden und sodann unter ihrem geläufigsten Namen alphabetisch verzeichnet. Wie oben erläutert, gab es städtische Ämter (in etwa einer kreisfreien Stadt vergleichbar), Haupt-Dominialämter (am ehesten einem heute üblichen Landkreis vergleichbar) und mehrere Sonderformen von meist untergeordneter Bedeutung mit überkommenen Rechten: Klosterämter, fürstliche Gerichte, adlige Gerichte mit oder ohne Obergerichtsbarkeit (die niedere Gerichtsbarkeit hatten alle) und Glebastengerichte. Adliges Gericht o.O. bedeutet eine adlige Gerichtsherrschaft ohne Obergerichtsbarkeit.
In der Liste werden außerdem genannt: der Name des am ehesten dauerhaften Hauptorts (im Link dazu kann oft Näheres zur Ämtergeschichte nachgelesen werden), ein modernes Wappen aus einem der Orte des Amts (wo möglich, des Hauptorts), die Anzahl der Ortschaften, Dörfer und Weiler, für die das Amt zuständig war, die Anzahl der Feuerstellen (etwa vergleichbar der heutigen Haushalte), die Anzahl der Einwohner, Anmerkungen und weitere Informationen bezüglich historischer oder orthographischer Besonderheiten zum jeweiligen Amt und ein typisches Bild aus dem Amt. Wappen und Bilder wurden nur für die städtischen und die Hauptämter verwendet, auch zur besseren Unterscheidung. In vielen der Wappen findet sich der Braunschweigische Löwe. Zu den Wappen ist zu bemerken, dass viele der Wappen erst in den letzten Jahrzehnten entworfen wurden und sie nicht historisch korrekte Wappen der Ämter darstellen sollen. Es gibt keine Belege dafür, dass die Ämter eigene Wappen geführt haben.

## Nördliche Ämter

### Wolfenbüttelscher Bezirk
Der Wolfenbüttelsche Bezirk, nach französischem Vorbild auch von seinem Hauptfluss her Okerbezirk genannt, war etwa 24,5 Quadratmeilen groß (etwa 1.396 Quadratkilometer). In den 170 Dörfern und 3 Städten lebten 1793 insgesamt 81.677 Menschen (ohne Militär), also etwa 58,5 Menschen pro Quadratkilometer. Darunter gab es 13.803 Hausväter, 17.126 Hausmütter, 2.649 ledige, sich selbst erhaltende Personen, 707 Hausbediente, 3.471 Knechte und Enken, 5.715 Mägde, 85 Gymnasiasten, 195 Ladendiener, 198 Ladenburschen, 1.719 Gesellen, 777 Lehrjungen, 1.228 Altväter und 2.232 Altmütter, 4.199 Söhne und 4.725 Töchter über 14 Jahre, 11.685 Söhne und 11.196 Töchter unter 14 Jahren. Insgesamt waren 39.076 Personen männlichen und 42.601 weiblichen Geschlechts, darunter 1.006 Witwer und 4.209 Witwen, sowie 365 Waisenkinder. In Städten lebten 35.340, auf dem Lande 46.337 Menschen.
Es gab im Jahr 1799 163 Kirchen und Kapellen, 106 Gemeinschaftsunterkünfte für Witwen (Witwenhäuser), 1 Ritterakademie, 3 Gymnasien, 45 Bürger- und 149 Landschulen und 3 Waisenhäuser. Zur Sozialstruktur der bäuerlichen Bevölkerung gab es 1799 folgende Daten: Es gab 488 Großbauernhöfe  (Ackerhöfe), 498 Höfe mittlerer Größe (Halbspannerhöfe), 3.086 kleine Höfe (Kothöfe) und 1.080 Kleinst- und Nebenerwerbshöfe (Brinksitzer und Anbauer). Im ganzen Fürstentum gab es im Jahr 1799 3.998 Soldaten und Militärangehörige.
Zum Wolfenbüttelschen Bezirk zählten folgende Ämter:
| Amt/ Gericht                   | Hauptort                      | Wappen                        | Art der Ämterherrschaft       | Anzahl der Ortschaften | Feuerstellen (Haushalte) | Einwohner 1793 | Bemerkungen | Bild                                                            |
| ------------------------------ | ----------------------------- | ----------------------------- | ----------------------------- | ---------------------- | ------------------------ | -------------- | --- | --------------------------------------------------------------- |
| Amt Braunschweig               | Braunschweig                  |                               | Städtisches Amt               | 1                      | k. A.                    | 27.301         | seit 1754 Residenzstadt und größte Stadt | Braunschweiger Löwe                                             |
| Amt Wolfenbüttel-Stadt         | Wolfenbüttel                  |                               | Städtisches Amt               | 1                      | 898                      | 6.397          | Alte Hauptstadt mit Sitz hoher Ämter | Wolfenbütteler Schloss                                          |
| Amt Scheppenstedt              | Schöppenstedt                 |                               | Städtisches Amt               | 1                      | 235                      | 1.642          | Stadtrechte seit 1474 | Braunschweiger Straße                                           |
| Amt Achim                      | Achim                         |                               | Haupt-Dominialamt             | 6                      | 225                      | 1.480          | erst seit 1751 eigenes Amt, vorher zu Residenzamt | Fachwerkhaus in Achim                                           |
| Amt Campen                     | Campen                        |                               | Haupt-Dominialamt             | 15                     | 394                      | 2.815          | 1706 im Tausch mit Hannover-Lüneburg endgültig erworben | Burg Campen um 1650                                             |
| Amt Eich                       | Burg Dankwarderode            |                               | Haupt-Dominialamt             | 11                     | 398                      | 3.170          | auch: Amt der Eich, alter Name: Burgamt | Burg Dankwarderode                                              |
| Amt Gebhardshagen              | Gebhardshagen                 |                               | Haupt-Dominialamt             | 5                      | 246                      | 1.948          | | Burg Gebhardshagen                                              |
| Amt Lichtenberg                | Lichtenberg                   |                               | Haupt-Dominialamt             | 19                     | 1.053                    | 7.751          | altes Patrimonialamt | Pfarrhaus Niederfreden                                          |
| Amt Neubrück                   | Burg Neubrück                 |                               | Haupt-Dominialamt             | 6                      | 147                      | 943            | | Burg Neubrück                                                   |
| Amt Salzdahlum                 | Salzdahlum                    |                               | Haupt-Dominialamt             | 8                      | 273                      | 1.918          | | Schloss Salzdahlum 1771                                         |
| Amt Winnigstedt                | Winnigstedt                   |                               | Haupt-Dominialamt             | 5                      | 202                      | 1.272          | | Grosses Bruch bei Winnigstedt                                   |
| Amt Wolfenbüttel (Residenzamt) | Wolfenbüttel                  |                               | Haupt-Dominialamt             | 42                     | 1.557                    | 11.196         | größtes Dominialamt | Schloss Wolfenbüttel 1654                                       |
| Amt Kloster zur Ehre Gottes    | Kloster zur Ehre Gottes       |                               | Klosteramt                    | 0                      | 1                        | 18             | Im Jahr 1701 in Salzdahlum gegründetes Jungfrauenkloster, 1791 nach Wolfenbüttel verlegt. Ohne Sitz in der Ständeversammlung. | Klostergebäude in Wolfenbüttel, Klosterstraße 2                 |
| Amt Riddagshausen              | Kloster Riddagshausen         |                               | Klosteramt                    | 8                      | 238                      | 1.923          | größtes Klosteramt im Fürstentum, Teile im Elmbezirk |                                                                 |
| Amt St. Aegidius               | Aegidienkloster               |                               | Klosteramt                    | 0                      | 1                        | 16             | Das Benediktinerkloster bildete die Aegidienfreiheit im Süden der Stadt Braunschweig, ab 1615 lutherischer Jungfrauenkonvent |                                                                 |
| Amt St. Blasius                | Stift St. Blasius             |                               | Klosteramt                    | 0                      | 1                        | 11             | Braunschweiger Dom |                                                                 |
| Amt St. Crucis                 | Kloster Heiligkreuz           |                               | Klosteramt                    | 0                      | 8                        | 84             | zwei Vorwerk-Höfe, auch Amt Heilig Kreuz |                                                                 |
| Amt St. Cyriakus               | Stift St. Cyriakus            |                               | Klosteramt                    | 0                      | 1                        | 7              | südlich vor Braunschweig |                                                                 |
| Amt Steterburg                 | Stift Steterburg              |                               | Klosteramt                    | 2                      | 25                       | 285            | Residenzamt hat Obergerichtsbarkeit |                                                                 |
| Amt Saldern                    | Schloss Salder                |                               | Fürstliches Gericht           | 2                      | 177                      | 713            | gemeinsame Justizverwaltung mit Amt Lichtenberg |                                                                 |
| Amt Vechelde                   | Schloss Vechelde              |                               | Fürstliches Gericht           | 4                      | 96                       | 614            | 1807 wurde das Amt in das von Napoleon geschaffene Königreich Westphalen eingegliedert und aufgelöst. Nach dem Ende der sogenannten „Franzosenzeit“ wurde das Amt Vechelde restituiert. Um 1850 war Vechelde Verwaltungszentrum von 34 Dörfern des Herzogtums Braunschweig. | Landschloss Vechelde um 1760, Verwaltungssitz des Amts Vechelde |
| Amt Veltenhof                  | Veltenhof                     |                               | Fürstliches Gericht           | 1                      | 27                       | 256            | Kolonie Pfälzer Tabakbauern, später Spargelanbau |                                                                 |
| Amt Wendhausen                 | Schloss Wendhausen            |                               | Fürstliches Gericht           | 1                      | 42                       | 322            | seit 1751 Fürstliches Gerichtsamt |                                                                 |
| Amt Brunsrode                  | Burg Brunsrode                |                               | Adliges Gericht               | 2                      | 47                       | 361            | Enklave im Amt Campen |                                                                 |
| Amt Destedt                    | Destedt                       |                               | Adliges Gericht               | 5                      | 167                      | 1.136          | größtes adliges Amt in Braunschweig-Wolfenbüttel |                                                                 |
| Amt Duttenstedt                | Duttenstedt                   |                               | Adliges Gericht               | 2                      | 55                       | 411            | |                                                                 |
| Amt Glentorf                   | Glentorf                      |                               | Adliges Gericht               | 1                      | 42                       | 311            | Enklave im Amt Campen |                                                                 |
| Amt Groß Vahlberg              | Rittergut Groß Vahlberg       |                               | Adliges Gericht               | 1                      | 48                       | 293            | Enklave im Residenzamt |                                                                 |
| Amt Hedwigsburg                | Schloss Hedwigsburg           |                               | Adliges Gericht               | 2                      | 51                       | 480            | |                                                                 |
| Amt Klein Vahlberg             | Klein Vahlberg                |                               | Adliges Gericht               | 2                      | 37                       | 155            | Enklave im Residenzamt |                                                                 |
| Amt Lucklum                    | Lucklum                       |                               | Adliges Gericht               | 1                      | 19                       | 288            | Enklave im Residenzamt |                                                                 |
| Amt Neindorf                   | Neindorf                      |                               | Adliges Gericht               | 1                      | 14                       | 108            | Enklave im Residenzamt |                                                                 |
| Amt Schliestedt                | Schloss Schliestedt           |                               | Adliges Gericht               |                        | 20                       | 260            | Enklave im Amt Voigtsdahlum im Elmbezirk |                                                                 |
| Amt Veltheim                   | Schloss Veltheim              |                               | Adliges Gericht               | 2                      | 46                       | 410            | Enklave im Residenzamt |                                                                 |
| Amt Watzum                     | Rittergut Watzum              |                               | Adliges Gericht               | 1                      | 52                       | 319            | |                                                                 |
| Amt Amtleben                   | Burg Amtleben                 |                               | Adliges Gericht o. O.         | 1                      | 28                       | 226            | Enklave im Residenzamt, das Obergerichtsbarkeit hat |                                                                 |
| Amt Burgdorf                   | Burgdorf                      |                               | Adliges Gericht o. O.         | 2                      | 75                       | 526            | Enklave im Amt Lichtenberg, das Obergerichtsbarkeit hat |                                                                 |
| Amt Engerode                   | Engerode                      |                               | Adliges Gericht o. O.         | 1                      | 11                       | 67             | Enklave im Amt Gebhardshagen, das Obergerichtsbarkeit hat |                                                                 |
| Amt Halchter                   | Halchter                      |                               | Adliges Gericht o. O.         | 1                      | 32                       | 311            | Enklave im Residenzamt, das Obergerichtsbarkeit hat |                                                                 |
| Amt Küblingen                  | Küblingen                     |                               | Adliges Gericht o. O.         | 2                      | 88                       | 688            | Stadtamt Scheppenstedt hat Obergerichtsbarkeit |                                                                 |
| Amt Linden                     | Linden                        |                               | Adliges Gericht o. O.         | 1                      | 20                       | 182            | Enklave im Residenzamt, das Obergerichtsbarkeit hat |                                                                 |
| Amt Niedernsickte              | Niedernsickte                 |                               | Adliges Gericht o. O.         | 1                      | 43                       | 294            | Enklave im Residenzamt, das Obergerichtsbarkeit hat |                                                                 |
| Amt Oelber                     | Oelber am weißen Wege         |                               | Adliges Gericht o. O.         | 1                      | 65                       | 366            | Amt Lichtenberg hat Obergerichtsbarkeit |                                                                 |
| Amt Scheppau                   | Scheppau                      |                               | Adliges Gericht o. O.         | 1                      | 25                       | 176            | Enklave im Amt Campe, das Obergerichtsbarkeit hat |                                                                 |
| Amt Wendessen                  | Wendesser Gut                 |                               | Adliges Gericht o. O.         | 1                      | 26                       | 199            | Enklave im Residenzamt, das Obergerichtsbarkeit hat |                                                                 |
| Amt Wendezelle                 | Wendezelle                    |                               | Adliges Gericht o. O.         | 1                      | 51                       | 343            | Enklave im Residenzamt, das Obergerichtsbarkeit hat |                                                                 |
| Amt Bornum                     | Bornum (Börßum)               |                               | Glebastengericht              | 1                      | 35                       | 220            | Enklave im Residenzamt, das Obergerichtsbarkeit hat |                                                                 |
| Wolfenbüttelscher Bezirk 1799  | Wolfenbüttelscher Bezirk 1799 | Wolfenbüttelscher Bezirk 1799 | Wolfenbüttelscher Bezirk 1799 | 170                    | 10.317                   | 86.920         | mit Militärangehörigen | mit Militärangehörigen                                          |

### Elmbezirk
Der Elmbezirk oder, wie nach seinem Hauptort benannt, Schöningensche Bezirk, war 14,375 Quadratmeilen groß (etwa 805 Quadratkilometer). In den 92 Dörfern und 3 Städten lebten 1793 insgesamt 35.831 Menschen, also etwa 44,5 Menschen pro Quadratkilometer. Darunter gab es 6.202 Hausväter, 7.245 Hausmütter, 647 ledige, sich selbst erhaltende Personen, 178 Hausbediente, 1.745 Knechte und Enken, 2.081 Mägde, 213 Studenten und Gymnasiasten, 36 Ladendiener, 39 Ladenburschen, 559 Gesellen, 327 Lehrjungen, 2.137 Altväter und Altmütter, 4.079 Kinder über 14 Jahre und 10.343 unter 14 Jahren. Insgesamt waren 17.578 männlichen und 18.253 weiblichen Geschlechts, darunter 520 Witwer und 1.779 Witwen, sowie 130 Waisenkinder. In Städten lebten 8.044, auf dem Lande 27.877 Menschen.
Zur Sozialstruktur der bäuerlichen Bevölkerung und zur wirtschaftlichen Infrastruktur gab es 1799 folgende Daten: es gab 432 Großbauernhöfe  (Ackerhöfe), 277 Höfe mittlerer Größe (Halbspannerhöfe), 1.229 kleine Höfe (Kothöfe), und 684 Kleinst- und Nebenerwerbshöfe (Brinksitzer und Anbauer). Daneben existierten 1 Salzbergwerk, 1 Gesundbrunnen (Kurbetrieb), 2 Steinkohlen- und Braunkohlenbergwerke, 3 Papiermühlen, 86 Mahl- und Ölmühlen mit Wasserbetrieb, 29 Windmühlen, 8 Ziegelbrennereien, 2 Gipsöfen, und 9 Kalköfen.
Der Elmbezirk setzt sich aus den folgenden Ämtern zusammen:
| Amt/ Gericht                    | Hauptort              | Wappen         | Art der Ämterherrschaft  | Anzahl der Ortschaften | Feuerstellen (Haushalte) | Einwohner 1793 | Bemerkungen                                                       | Bild                              |
| ------------------------------- | --------------------- | -------------- | ------------------------ | ---------------------- | ------------------------ | -------------- | ----------------------------------------------------------------- | --------------------------------- |
| Amt Helmstedt                   | Helmstedt             |                | Städtisches Amt          | 1                      | 638                      | 4.321          | größte Stadt, plus 193 Studenten der Universität Helmstedt        | Juleum Helmstedt                  |
| Amt Schöningen-Stadt            | Schöningen            |                | Städtisches Amt          | 1                      | 272                      | 2.130          | sehr alter Ort, Stadtrechte seit 1370                             | Marktplatz Schöningen             |
| Amt Königslutter-Stadt          | Königslutter am Elm   |                | Städtisches Amt          | 1                      | 181                      | 1.437          | Stadtrechte seit 1400                                             | Merian-Kupferstich um 1650        |
| Amt Bardorf                     | Bahrdorf              |                | Haupt-Dominialamt        | 7                      | 198                      | 1.493          | altes Patrimonialamt                                              | Papenrode                         |
| Amt Hessen                      | Hessen                |                | Haupt-Dominialamt        | 2                      | 235                      | 1.758          | zwei isolierte Dörfer im äußersten Süden, heute in Sachsen-Anhalt | Schloss Hessen                    |
| Amt Jerxheim                    | Jerxheim              |                | Haupt-Dominialamt        | 7                      | 405                      | 3.090          |                                                                   | Amtshaus Jerxheim 1654            |
| Amt Kalvörde                    | Calvörde              |                | Haupt-Dominialamt        | 10                     | 316                      | 2.816          | Exklave in der preußischen Provinz Sachsen                        | Calvörde 1654                     |
| Amt Königslutter-Land           | Königslutter am Elm   |                | Haupt-Dominialamt        | 6                      | 364                      | 2.744          | Amtssitz ist Enklave innerhalb Stadt-Amt Königslutter             | Kaiser-Lothar-Linde mit Kaiserdom |
| Amt Neuhaus                     | Burg Neuhaus          |                | Haupt-Dominialamt        | 4                      | 143                      | 1.060          |                                                                   | Burg Neuhaus                      |
| Amt Schöningen -Land            | Esbeck                |                | Haupt-Dominialamt        | 8                      | 206                      | 1.576          | altes fürstliches Allodialamt                                     | Burg Esbeck                       |
| Amt Voigtsdahlum                | Voigtsdahlum          |                | Haupt-Dominialamt        | 5                      | 202                      | 1.272          |                                                                   | Amtshaus Voigtsdahlum 1654        |
| Amt Vorsfelde                   | Vorsfelde             |                | Haupt-Dominialamt        | 14                     | 202                      | 1.272          | ehemaliges bartenslebisches Lehen, Amt erst ab 1742               | Amthaus Vorsfelde                 |
| Amt Warberg                     | Burg Warberg          |                | Haupt-Dominialamt        | 4                      | 202                      | 1.272          |                                                                   | Burg Warberg                      |
| Amt Kloster Marienberg          | Kloster Marienberg    |                | Klosteramt               | 1                      | k. A.                    | 195            | Klosterbezirk in Helmstedt                                        |                                   |
| Amt Kloster Marienthal          | Kloster Marienthal    |                | Klosteramt               | 4                      | 167                      | 1.172          | zweitgrößtes Klosteramt im Fürstentum                             |                                   |
| Amt Klostergut Bornum           | Bornum                |                | Klosteramt               | 1                      | 83                       | 481            | seit 1781 Außenhof des Klosters Amelungsborn                      |                                   |
| Amt Riddagshausen               | Kloster Riddagshausen |                | Klosteramt               | 2                      | 58                       | 489            | der Hauptteil des Amts liegt im Wolfenbüttelschen Bezirk          |                                   |
| Amt St. Lorenz                  | Kloster St. Lorenz    |                | Klosteramt               | 2                      | 95                       | 616            | Teile in Schöningen (Klosterfreiheit)                             |                                   |
| Amt St. Ludgeri                 | Lüderkloster          |                | Klosteramt               | 2                      | 94                       | 708            | vor Helmstedt                                                     |                                   |
| Amt Stift Königslutter          | Kloster Königslutter  |                | Klosteramt               | 0                      | 28                       | 260            | 1 Kloster, 1 Mahlmühle, 1 Vorwerkhof                              |                                   |
| Amt Twieflingen                 | Twieflingen           |                | Fürstliches Gericht      | 1                      | 54                       | 391            | einziges fürstliches Gericht im Elmbezirk                         |                                   |
| Amt Altena                      | Rittergut Altena      |                | Adliges Gericht          | 2                      | 114                      | 570            |                                                                   |                                   |
| Amt Büstedt                     | Rittergut Büstedt     |                | Adliges Gericht          | 2                      | 93                       | 686            |                                                                   |                                   |
| Amt Rottorf                     | Rottorf               |                | Adliges Gericht          | 1                      | 42                       | 254            |                                                                   |                                   |
| Amt Samtleben                   | Schloss Sambleben     |                | Adliges Gericht          | 2                      | 52                       | 389            |                                                                   |                                   |
| Amt Süpplingenburg              | Burg Süpplingenburg   |                | Adliges Komturei-Gericht | 2                      | 96                       | 756            |                                                                   |                                   |
| Amt Nordsteimke                 | Nordsteimke           |                | Adliges Gericht o. O.    | 1                      | 32                       | 230            | Enklave im Amt Neuhaus, Obergerichtsbarkeit hat Amt Bardorf       |                                   |
| Amt Groß Twülpstedt und Sißbeck | Groß Twülpstedt       |                | Adliges Gericht o. O.    | 2                      | 49                       | 397            | Enklave im Amt Bardorf, das Obergerichtsbarkeit hat               |                                   |
| Elmbezirk 1793                  | Elmbezirk 1793        | Elmbezirk 1793 | Elmbezirk 1793           | 95                     | 4.368                    | 35.831         | mit Militär und Studenten                                         | mit Militär und Studenten         |

## Südliche Ämter

### Harzbezirk
Der Harzbezirk war 9,75 Quadratmeilen groß (etwa 546 Quadratkilometer). In den 61 Dörfern, 2 Städten und 2 Marktflecken lebten 1793 insgesamt 25.007 Menschen, also etwa 45,8 Menschen pro Quadratkilometer. Darunter gab es 4.314 Hausväter, 5.005 Hausmütter, 403 ledige, sich selbst erhaltende Personen, 153 Hausbediente, 1.086 Knechte und Enken, 1.306 Mägde, 11 Gymnasiasten, 7 Ladendiener, 16 Ladenburschen, 282 Gesellen, 124 Lehrjungen, 447 Altväter und 883 Altmütter, 1.668 Söhne und 1.566 Töchter über 14 Jahre, 3.871 Söhne und 3.865 Töchter unter 14 Jahren. Insgesamt waren 12.067 männlichen und 12.940 weiblichen Geschlechts, darunter 338 Witwer und 1.174 Witwen, sowie 111 Waisenkinder. In Städten lebten 3.363, auf dem Lande 21.664 Menschen.
Zur Sozialstruktur der bäuerlichen Bevölkerung und zur wirtschaftlichen Infrastruktur gab es 1799 folgende Daten: es gab 157 Großbauernhöfe  (Ackerhöfe), 136 Höfe mittlerer Größe (Halbspannerhöfe), 1.267 kleine Höfe (Kothöfe) und 849 Kleinst- und Nebenerwerbshöfe (Brinksitzer und Anbauer). Daneben existierten 1 Eisenhütte, 1 Kupferhammer, 2 Papiermühlen, 8 Sägemühlen, 46 Mahl- und Ölmühlen, 3 Walk-, Schleif- und Grützmühlen, 6 Eisengruben, 5 Ziegelbrennereien, 2 Gipshütten und 9 Kalköfen.
Zum Harzbezirk zählten folgende Ämter:
| Amt/ Gericht                       | Hauptort                       | Wappen          | Art der Ämterherrschaft | Anzahl der Ortschaften | Feuerstellen (Haushalte) | Einwohner 1793 | Bemerkungen | Bild                     |
| ---------------------------------- | ------------------------------ | --------------- | ----------------------- | ---------------------- | ------------------------ | -------------- | --- | ------------------------ |
| Amt Gandersheim-Stadt              | Gandersheim                    |                 | Städtisches Amt         | 1                      | 274                      | 1.742          | eine der ältesten Städte Niedersachsens, Stadtrechte noch vor Braunschweig. Seit 1932 Bad Gandersheim                     | Gandersheim 1654         |
| Amt Seesen-Stadt                   | Seesen                         |                 | Städtisches Amt         | 1                      | 217                      | 1.621          | Stadtrechte seit 1428 | Rathaus Seesen           |
| Amt Gandersheim-Land               | Burg Gandersheim               |                 | Haupt-Dominialamt       | 23                     | 545                      | 4.087          | größtes und westlichstes Amt des Bezirks, geteilt in zwei Börden (Leinebörde mit 12 Dörfern und Harzbörde mit 11 Dörfern) | Burg Gandersheim         |
| Amt Harzburg                       | Schloss Bündheim               |                 | Haupt-Dominialamt       | 7                      | 435                      | 3.442          | Amt ist isolierte Exklave im Harz östlich Goslar                                                                          | Schloss Bündheim         |
| Amt Langelsheim                    | Langelsheim                    |                 | Haupt-Dominialamt       | 3                      | 372                      | 2.609          | | Innerste bei Langelsheim |
| Amt Lutter am Barenberge           | Burg Lutter                    |                 | Haupt-Dominialamt       | 6                      | 297                      | 2.459          | ringsum auf drei Seiten vom Hochstift Hildesheim umgeben                                                                  | Burg Lutter              |
| Amt Seesen-Land                    | Burg Seesen                    |                 | Haupt-Dominialamt       | 8                      | 378                      | 2.551          | Amtssitz ist Enklave innerhalb Stadt-Amt Seesen                                                                           | Burg Seesen              |
| Amt Staufenburg                    | Stauffenburg                   |                 | Haupt-Dominialamt       | 7                      | 416                      | 2.792          | | Stauffenburg 1654        |
| Amt Kloster Brunshausen            | Kloster Brunshausen            |                 | Klosteramt              | 1                      | 8                        | 58             | vor Bad Gandersheim |                          |
| Amt Kloster Frankenberg            | Frankenberger Kirche           |                 | Klosteramt              | 2                      | 6                        | 37             | kleine Exklave in der Stadt Goslar                                                                                        |                          |
| Amt Kloster Klus                   | Klosterkirche Clus             |                 | Klosteramt              | 1                      | 7                        | 50             | vor Bad Gandersheim, mit Kloster Brunshausen veranlagt                                                                    |                          |
| Amt Stift Gandersheim              | Stiftshaus Gandersheim         |                 | Klosteramt              | 2                      | 71                       | 514            | gefürstetes kaiserliches Reichsstift, umfangreiche Rechte                                                                 |                          |
| Amt Bodenburg                      | Bodenburg                      |                 | Adliges Gericht         | 2                      | 137                      | 810            | Exklave im hildesheimischem Amt Winzenburg                                                                                |                          |
| Amt Kirchberg und Ildeshausen      | Kirchberg                      |                 | Adliges Gericht         | 2                      | 110                      | 682            | |                          |
| Amt Volkersheim                    | Schloss Volkersheim            |                 | Adliges Gericht         | 1                      | 71                       | 490            | |                          |
| Amt Hilprechtshausen und Wolperode | Hilprechtshausen und Wolperode |                 | Adliges Gericht o. O.   | 2                      | 41                       | 265            | zwei Enklaven im Amt Gandersheim-Land, das Obergerichtsbarkeit hat                                                        |                          |
| Amt Nienhagen                      | Gut Nienhagen                  |                 | Adliges Gericht o. O.   | 1                      | 2                        | 30             | Enklave im hildesheimischen Amt Wohldenberg, Obergerichtsbarkeit hat Amt Lutter im Barenberge                             |                          |
| Amt Rimmerode                      | Rimmerode                      |                 | Adliges Gericht o. O.   | 1                      | 2                        | 33             | Enklave im Amt Gandersheim-Land, das Obergerichtsbarkeit hat                                                              |                          |
| Amt Windhausen                     | Windhausen                     |                 | Adliges Gericht o. O.   | 1                      | 46                       | 279            | Enklave im Amt Staufenburg, das Obergerichtsbarkeit hat                                                                   |                          |
| Amt Hachenhausen                   | Hachenhausen                   |                 | Glebastengericht        | 1                      | 14                       | 95             | Enklave im Amt Gandersheim-Land, das Obergerichtsbarkeit hat                                                              |                          |
| Amt Helmscherode                   | Helmscherode                   |                 | Glebastengericht        | 1                      | 27                       | 172            | Enklave im Amt Gandersheim-Land, das Obergerichtsbarkeit hat                                                              |                          |
| Amt Hochstedt                      | Hochstedt                      |                 | Glebastengericht        | 1                      | 4                        | 29             | Enklave im Amt Seesen, das Obergerichtsbarkeit hat                                                                        |                          |
| Harzbezirk 1799                    | Harzbezirk 1799                | Harzbezirk 1799 | Harzbezirk 1799         | 65                     | 3.493                    | 25.614         | |                          |

### Weserbezirk
Westlich an den Harzbezirk schloss sich zwischen Weser und Leine der Weserbezirk an. Auch die geringen Ämter (Klöster-, fürstliche und adlige Ämter) haben im Vergleich zu den anderen Bezirken oft erheblichen Umfang. Der Weserbezirk war 11,75 Quadratmeilen groß (etwa 658 Quadratkilometer). In den 86 Dörfern, 2 Städten und 3 Marktflecken lebten 1793 insgesamt 31.433 Menschen, also etwa 47,8 Menschen pro Quadratkilometer. Darunter gab es 5.262 Hausväter, 5.743 Hausmütter, 636 ledige, sich selbst erhaltende Personen, 146 Hausbediente, 932 Knechte und 237 Enken (Juniorknechte), 1.486 Mägde, 22 Gymnasiasten, 8 Ladendiener, 16 Ladenburschen, 304 Gesellen, 122 Lehrjungen, 2.014 Altväter und Altmütter, 4.626 Söhne und Töchter über 14 Jahre, 9.829 Kinder unter 14 Jahren. Insgesamt waren 15.388 männlichen und 16.045 weiblichen Geschlechts. In Städten lebten 4.567, auf dem Lande 26.866 Menschen.
Zur Sozialstruktur der bäuerlichen Bevölkerung und zur wirtschaftlichen Infrastruktur gab es 1799 folgende Daten: es gab 259 Großbauernhöfe  (Ackerhöfe), 411 Höfe mittlerer Größe (Halbspannerhöfe), 1.270 kleine Höfe (Kothöfe) und 1.092 Kleinst- und Nebenerwerbshöfe (Brinksitzerstellen). Daneben existierten 1 Eisenhütte, 3 Eisenwerke, 4 Blankhammer, 4 Glashütten, 1 Spiegelhütte, 1 Porzellanfabrik, 1 Steinschleifmühle, 4 Stampfmühlen, 4 Glasur- und Poliermühlen, 4 Eisenschleifmühlen, 4 Sägemühlen, 6 Papiermühlen, 54 Mahl-, Grütze- und Ölmühlen, 13 Wasser- und Rossölmühlen, 2 Lohmühlen, 1 Ziegelei, 5 Gipshütten und 12 Kalköfen.
Zum Weserbezirk zählten folgende Ämter:
| Amt/ Gericht            | Hauptort             | Wappen           | Art der Ämterherrschaft | Anzahl der Ortschaften | Feuerstellen (Haushalte) | Einwohner 1793 | Bemerkungen                                                     | Bild                          |
| ----------------------- | -------------------- | ---------------- | ----------------------- | ---------------------- | ------------------------ | -------------- | --------------------------------------------------------------- | ----------------------------- |
| Amt Eschershausen       | Eschershausen        |                  | Städtisches Amt         | 1                      | 120                      | 725            | Städtischer Marktflecken, Obergerichtsbarkeit bei Amt Wickensen | Rathaus Eschershausen         |
| Amt Holzminden          | Holzminden           |                  | Städtisches Amt         | 1                      | 350                      | 2.452          | viertgrößte Stadt des Fürstentums                               | Weserufer Holzminden-Altstadt |
| Amt Stadtoldendorf      | Stadtoldendorf       |                  | Städtisches Amt         | 1                      | 214                      | 1.390          |                                                                 | Oldendorf 1654                |
| Amt Allersheim          | Allersheim           |                  | Haupt-Dominialamt       | 10                     | 240                      | 2.180          | im Halbkreis um Holzminden                                      | Forsthaus Schorborn           |
| Amt Forst               | Forst                |                  | Haupt-Dominialamt       | 6                      | 262                      | 2.091          |                                                                 | Schloss Bevern                |
| Amt Fürstenberg         | Schloss Fürstenberg  |                  | Haupt-Dominialamt       | 3                      | 177                      | 1.581          |                                                                 | Schloss Fürstenberg           |
| Amt Greene              | Greene               |                  | Haupt-Dominialamt       | 19                     | 586                      | 5.291          |                                                                 | Burg Greene 1654              |
| Amt Ottenstein          | Ottenstein           |                  | Haupt-Dominialamt       | 5                      | 284                      | 1.816          |                                                                 | Hattensener Kirche            |
| Amt Wickensen           | Wickensen            |                  | Haupt-Dominialamt       | 31                     | 949                      | 6.761          | größtes Amt des Bezirks, geteilt in Oberbörde und Niederbörde   | Wickensen Amtshaus 1654       |
| Amt Kloster Amelunxborn | Kloster Amelungsborn |                  | Klosteramt              | 3                      | 146                      | 1.091          | drittgrößtes Klosteramt des Fürstentums                         |                               |
| Amt Bevern              | Schloss Bevern       |                  | Fürstliches Gericht     | 1                      | 146                      | 1.046          | nur ein Ort, aber wichtige Marktgemeinde                        |                               |
| Amt Grünenplan          | Grünenplan           |                  | Fürstliches Gericht     | 1                      | 90                       | 714            | nur ein Ort, aber wichtiger Glasmacher-Hüttenort                |                               |
| Amt Brunkensen          | Brunkensen           |                  | Adliges Gericht         | 3                      | 103                      | 673            | Kalkofen, Ziegelei, Papiermühle                                 |                               |
| Amt Deensen             | Deensen              |                  | Adliges Gericht         | 1                      | 73                       | 652            |                                                                 |                               |
| Amt Hehlen              | Wasserschloss Hehlen |                  | Adliges Gericht         | 3                      | 136                      | 1.004          |                                                                 |                               |
| Amt Bisperode           | Schloss Bisperode    |                  | Adliges Gericht o. O.   | 2                      | 155                      | 1.213          | Obergerichtsbarkeit hat Amt Wickensen                           |                               |
| Amt Düsterthal          | Schloss Düsterntal   |                  | Adliges Gericht o. O.   | 0                      | 1                        | 15             | Enklave im Amt Greene (Obergerichtsbarkeit). Nur Gutsschloss    |                               |
| Amt Harderode           | Harderode            |                  | Adliges Gericht o. O.   | 1                      | 47                       | 285            | Obergerichtsbarkeit hat Amt Wickensen                           |                               |
| Amt Meinbrexen          | Meinbrexen           |                  | Adliges Gericht o. O.   | 1                      | 59                       | 334            | südlichstes Dorf im Fürstentum, Obergericht im Amt Fürstenberg  |                               |
| Weserbezirk 1799        | Weserbezirk 1799     | Weserbezirk 1799 | Weserbezirk 1799        | 91                     | 4.175                    | 32.097         |                                                                 |                               |

## Amt Thedinghausen
Exklaviert lag bei Bremen seit 1679 noch das kleine und relativ arme Amt Thedinghausen. Das Amt war 1,33 Quadratmeilen groß (etwa 74 Quadratkilometer). In den 12 Dörfern und 1 Marktflecken lebten 1793 insgesamt 3.431 Menschen, also etwa 46,4 Menschen pro Quadratkilometer. Darunter gab es 578 Hausväter, 635 Hausmütter, 46 ledige, sich selbst erhaltende Personen, 19 Hausbediente, 127 Knechte und 35 Enken (Juniorknechte), 251 Mägde, 0 Gymnasiasten, 5 Ladendiener, 2 Ladenburschen, 16 Gesellen, 16 Lehrjungen, 206 Altväter und Altmütter, 291 Söhne und Töchter über 14 Jahre, 1.159 Kinder unter 14 Jahren. Insgesamt waren 1.663 männlichen und 1.768 weiblichen Geschlechts. Es gab keine Stadt und also auch keine städtische Bevölkerung.
Zur Sozialstruktur der bäuerlichen Bevölkerung und zur wirtschaftlichen Infrastruktur gab es 1799 folgende Daten: Es gab 49 Großbauernhöfe  (Ackerhöfe), 39 Höfe mittlerer Größe (Halbspannerhöfe), 198 kleine Höfe (Kothöfe) und 128 Kleinst- und Nebenerwerbshöfe (Brinksitzer und Anbauer). Daneben existierten an wirtschaftlicher Infrastruktur lediglich 2 Windmühlen und 2 Lohmühlen.
| Amt/ Gericht      | Hauptort      | Wappen | Art der Ämterherrschaft | Anzahl der Ortschaften | Feuerstellen (Haushalte) | Einwohner 1793 | Bemerkungen                                 | Bild                 |
| ----------------- | ------------- | ------ | ----------------------- | ---------------------- | ------------------------ | -------------- | ------------------------------------------- | -------------------- |
| Amt Thedinghausen | Thedinghausen |        | Haupt-Dominialamt       | 13                     | 442                      | 3.431          | einziges Amt, isoliert als Exklave bis 1972 | Erbhof Thedinghausen |